# Hiroyuki Tomita
Hiroyuki Tomita (n. 21 noiembrie 1980, Osaka, Japonia) este un gimnast artistic ce a reprezentat Japonia, medaliat olimpic. A participat la 2 ediții ale Jocurilor Olimpice (2004, 2008) în care a câștigat o medalie de aur și o două medalii de argint.